# Дегтярное (Воронежская область)
Дегтярное — село в Каменском районе Воронежской области России.
Административный центр Дегтяренского сельского поселения

## География

### Улицы
- ул. Зелёная Роща,
- ул. Лесная,
- ул. Мира,
- ул. Молодёжная,
- ул. Новосёлов,
- ул. Полевая.

## История
До революции насчитывалось около 400 дворов. 
В центре села храм Успения Пресвятой Богородицы, был закрыт после революции, использовался как зернохранилище. Храму около 200 лет. Во время  ВОВ немецкие и венгерские солдаты в храме устроили цех по производству колбас и провианта из колхозного скота.  Есть мнение, что расписывали его ученики Крамского. Мало что сохранилось от былого убранства храма, но в остатках росписи видны следы от пуль в образах святых. В начале 90-х, храм пытались восстановить, но из-за неправильного перекрытия крыши, вода стекает по стенам церкви...и вековая кладка разрушается с большей силой. Только по большим  церковным праздникам проходят сокращенные службы.